# Dámaso Rodríguez Martín
Dámaso Rodríguez Martín, meglio conosciuto come El Brujo (in italiano: lo Stregone) (San Cristóbal de La Laguna, 11 dicembre 1944 – Tegueste, 19 febbraio 1991), è stato un serial killer spagnolo che nel 1991 seminò il terrore nelle montagne di Anaga, Tenerife, Isole Canarie. È stato responsabile di tre omicidi.

## Biografia
Dámaso Rodríguez Martín nacque l'11 dicembre 1944 nel luogo conosciuto come Las Montañas, presso il villaggio di El Batán (comune di San Cristóbal de La Laguna).
La sua famiglia era molto povera ma i genitori cercarono comunque di dare al figlio una buona educazione. Tuttavia, Dámaso iniziò fin da giovane a compiere atti criminali. A soli 17 anni fu accusato di furto e arrestato; rilasciato dopo un anno, nel settembre del 1963 entrò a far parte della Legione e fu inviato nel Sahara occidentale, dove fu promosso a caporale. Nel 1966 lasciò la Legione.
Successivamente Damaso tornò a Tenerife e nel 1967 sposò Mercedes Martín Rodríguez e si installò in località El Peladero, nel villaggio di Las Mercedes a San Cristóbal de La Laguna.
Commise il suo primo omicidio l'11 novembre 1981, quando uccise un giovane che era con la fidanzata nella sua auto nella zona di El Moquinal. Dámaso era un "voyeur" a cui piaceva guardare le coppie in intimità. Dopo aver ucciso il giovane picchiò e violentò la ragazza nell'auto con il cadavere del fidanzato all'interno dell'auto. Poi si recò con la giovane e il cadavere fino al Llano de los Viejos, dove li abbandonò. Gli investigatori della Polizia Nazionale iniziarono in zona le ricerche per individuare una persona violenta, che conoscesse le montagne e che fosse stata vista aggirarsi di notte in cerca di coppie appartate. Tutte le informazioni raccolte convergevano su Dámaso, che venne così arrestato. "El Brujo", come era stato soprannominato l'uomo, venne condannato a 55 anni di carcere per omicidio, stupro, furto e detenzione illegale di armi da fuoco.
Dámaso evase rocambolescamente dal carcere il 17 gennaio 1991 e fuggì verso le montagne di Anaga. Qui uccise una coppia di tedeschi, con la donna violentata e strangolata. "El Brujo" fu il criminale più ricercato dalle forze di sicurezza dello Stato in Spagna a quel tempo. Originariamente si trasferì a casa, con l'intenzione di uccidere sua moglie, perché si era allontanata da lui mentre era in prigione. Anche se non poteva farlo perché era accompagnata da familiari e amici. Damaso si trasferisce in montagna, aspettando l'occasione per assassinare sua moglie. Più tardi, avrebbe aggredito sessualmente un'altra donna, una vicina del posto.
Dopo essere stato intrappolato dalla polizia in una casa di El Solís presso Tegueste, Dámaso si tolse la vita con la pistola. Dámaso Rodríguez Martín è noto come l'assassino più famoso delle Isole Canarie. Nel 2003, TV Canaria trasmise una serie sul tema.